# Wereldkampioenschap wegrace 1993
Het wereldkampioenschap wegrace seizoen 1993 was het 45e in de geschiedenis van het door de FIM georganiseerde wereldkampioenschap wegrace.

## Kalender
| Ronde | Datum        | Race                       | Locatie        | Winnaar 125 cc    | Winnaar 250 cc       | Winnaar 500 cc | Winnaar zijspan 500 cc          | Verslag |
| ----- | ------------ | -------------------------- | -------------- | ----------------- | -------------------- | -------------- | ------------------------------- | ------- |
| 1     | 28 maart     | GP van Australië           | Eastern Creek  | Dirk Raudies      | Tetsuya Harada       | Kevin Schwantz |                                 | Verslag |
| 2     | 4 april      | GP van Maleisië            | Shah Alam      | Dirk Raudies      | Nobuatsu Aoki        | Wayne Rainey   |                                 | Verslag |
| 3     | 18 april     | GP van Japan               | Suzuka         | Dirk Raudies      | Tetsuya Harada       | Wayne Rainey   |                                 | Verslag |
| 4     | 2 mei        | GP van Spanje              | Jerez          | Kazuto Sakata     | Tetsuya Harada       | Kevin Schwantz |                                 | Verslag |
|       | 9 mei        | Duitsland †                | Hockenheim     |                   |                      |                | Webster / Simmons               |         |
| 5     | 16 mei       | GP van Oostenrijk          | Salzburgring   | Takeshi Tsujimura | Doriano Romboni      | Kevin Schwantz |                                 | Verslag |
| 6     | 13 juni      | GP van Duitsland           | Hockenheim     | Dirk Raudies      | Doriano Romboni      | Daryl Beattie  | Biland / Waltisperg             | Verslag |
| 7     | 26 juni      | TT Assen                   | Assen          | Dirk Raudies      | Loris Capirossi      | Kevin Schwantz | Biland / Waltisperg             | Verslag |
| 8     | 4 juli       | GP van Europa              | Catalunya      | Noboru Ueda       | Max Biaggi           | Wayne Rainey   |                                 | Verslag |
|       | 11 juli      | Oostenrijk †               | Österreichring |                   |                      |                | afgelast wegens hevige regenval |         |
| 9     | 18 juli      | GP van San Marino          | Mugello        | Dirk Raudies      | Loris Capirossi      | Mick Doohan    |                                 | Verslag |
|       | 18 juli      | Tsjechië †                 | Brno           |                   |                      |                | Biland / Waltisperg             |         |
| 10    | 1 augustus   | GP van Groot-Brittannië    | Donington      | Dirk Raudies      | Jean-Philippe Ruggia | Luca Cadalora  | Biland / Waltisperg             | Verslag |
|       | 7 augustus   | Zweden †                   | Anderstorp     |                   |                      |                | Webster / Simmons               |         |
| 11    | 22 augustus  | GP van Tsjechië            | Brno           | Kazuto Sakata     | Loris Reggiani       | Wayne Rainey   | Biland / Waltisperg             | Verslag |
| 12    | 5 september  | GP van Italië              | Misano         | Dirk Raudies      | Jean-Philippe Ruggia | Luca Cadalora  |                                 | Verslag |
| 13    | 12 september | GP van de Verenigde Staten | Laguna Seca    | Dirk Raudies      | Loris Capirossi      | John Kocinski  |                                 | Verslag |
| 14    | 26 september | GP van de FIM              | Jarama         | Ralf Waldmann     | Tetsuya Harada       | Alex Barros    | Biland / Waltisperg             | Verslag |

† Race werd in het kader van het wereldkampioenschap superbike verreden.